# Moos Sporken
Moos Sporken (Lisse, 22 februari 1994) is een Nederlandse tennisser.
In 2008 werd hij Europees tenniskampioen t/m 14 jaar. In datzelfde jaar won hij ook de prestigieuze Windmill Cup in Leeuwarden. In 2009 was Sporken 15 jaar en speelde hij ITF-toernooien t/m 18 jaar.
Op vierjarige leeftijd leerde Sporkens vader hem de eerste beginselen van de tennissport, en op achtjarige leeftijd ging hij naar een tennisschool in Zoetermeer en Den Haag. Naast zijn tennistraining volgt Sporken een opleiding op mavo/havo-niveau.

## Resultaten in 2009/2010
| Legenda | Legenda                          |
| ------- | -------------------------------- |
| g.t.    | geen toernooi gehouden           |
| l.c.    | lagere categorie                 |
| –       | niet deelgenomen                 |
| G       | uitgeschakeld in de groepsfase   |
| 1R      | uitgeschakeld in de eerste ronde |
| 2R      | uitgeschakeld in de tweede ronde |
| 3R      | uitgeschakeld in de derde ronde  |
| 4R      | uitgeschakeld in de vierde ronde |
| KF      | uitgeschakeld in de kwartfinale  |
| HF      | uitgeschakeld in de halve finale |
| F       | de finale verloren               |
| W       | het toernooi gewonnen            |
| w-v     | winst/verlies-balans             |

- ITF 3, twee kwartfinaleplaatsen (enkelspel)
- ITF 4, een finaleplaats (enkelspel)
- ITF 4, twee finaleplaatsen en eenmaal winst (dubbelspel)
- Nederlands kampioen indoor tm 16 jaar
- Finalist outdoor tm 18 jaar

In 2010 stond Sporken bij de beste 180 van de wereld tot en met 18 jaar.